# 이진화 (성우)
이진화(1957년 6월 20일 ~ )는 한국의 여자 성우다. 1977년 TBC에 입사했으며 언론통폐합으로 현재는 KBS 15기로 분류된다. 한국방송 성우극회 소속.

## 주요 출연작

### 애니메이션
※전체 출연작은 외부 링크를 참조.
- 개구쟁이 스머프 (KBS) - 욕심이 / 허영이
- 고스트 바둑왕 (KBS) - 유창원
- 곰돌이 푸 (90년 더빙판/KBS) - 피글렛
- 달려라 또뽀 (MBC)
- 슈퍼 그랑죠 (VIDEO) - 용
- 그레이트 다간 (KBS) - 혜리 엄마
- 기동전함 나데카 (SBS) - 이네스 / 마리
- 다오배찌 붐힐대소동 (KBS) - 에띠
- 달려라! 하니 (KBS) - 양기리
- 데블 파이터 (KBS) - 칼 (케르베로스)
- 드래곤볼Z (VIDEO) - 18호 / 팡
- 드래곤볼GT (VIDEO) - 팡 / 18호 / 브루마
- 로봇수사대 K캅스 (MBC) - 박나영 (여기자)
- 리리카 SOS (KBS) - 토비
- 비스트워즈 (MBC) - 래트렙
- 비스트워 네오 (SBS)
- 달려라 부메랑 (SBS)
- 사랑의 천사 웨딩피치 (SBS) - 아쿠엘다 / 데이지 엄마 / 데이지 남동생 / 릴리 엄마
- 소년기사 라무 (MBC) - 붉은 머리뱀
- 소년탐정 김전일 (투니버스) - 설유미
- 신세기 에반게리온 (VIDEO) - 아야나미 레이 / 스즈하라 토지 / 이부키 마야
- 이누야샤 (애니원) - 우라스에
- 제트레인저 (KBS)
- 우주용사 버즈 (KBS)
- 우주선장 율리시즈 (KBS)
- 출동! 지구특공대 (KBS) - 진(물)
- 탑 블레이드 (SBS) - 맥스
- 탑 블레이드 V (SBS) - 맥스
- 트랙시티 (SBS) - 에이프릴
- 파이팅! 대운동회 (SBS) - 타냐 / 네리리 부하
- 팽이대전 G블레이드 (SBS) - 맥스 / 마틸다
- 미키의 클럽하우스 - 데일
- 하우스 오브 마우스 - 루이, 데일
- 다람쥐 구조대 (KBS) - 데일
- 채채퐁 김치퐁 (KBS) - 무무
- 몽키삼총사 (SBS) - 란
- 스탈라의 마법여행 (MBC) - 태머라
- 왕부리 팅코 (SBS) - 치키
- 지오레인저 (SBS)
- 까치의 날개 (KBS) - 까순이 / 간호사1
- 애플캔디걸 (KBS) - 위디
- 아짱 쥬리 (SBS) - 킴 / 깨비
- 우주의 여왕 쉬라 (KBS)
- 킴 파서블 (KBS) - 엄마
- 마스크 (SBS)
- 이겨라 승리호 (SBS) - 또로또로
- 메가레인저 (SBS) - 데카
- 몬타나 존스 (MBC) - 피코
- 이상한 나라의 앨리스 (KBS) - 실리아
- 우주의 왕자 히맨 (KBS) - 오르코
- 슈퍼소년 마이티 맥스 (KBS)
- 천하무적 슈라트 (KBS) - 시바
- 하우스 오브 마우스 - 클라라벨 카우
- 무카무카 파라다이스 (투니버스) - 백장미
- 폭소 자동차 경주 (투니버스) - 피넬로피
- 작은 아씨들 (KBS) - 에이미
- 쥬베이짱 - 러브리 안대의 비밀 (애니맥스) - 오자루 / 쇼코 / 사츠
- 다카하시 루미코 극장 - 인어의 숲 (애니원) - 할머니
- 마물헌터 요자 (VIDEO) - 요자
- 장미의 기사 티나 (VIDEO) - 미미
- 풀 메탈 패닉 후못후 (투니버스) - 멜리사 마오 / 교장선생님 / 아쿠츠 마리
- 몬스터 (투니버스) - 호텔 청소부 아줌마
- 바사라 (KBS) - 치구사 / 챠챠
- 무적의 왕자 라이온 (KBS) - 윌리킷
- 마녀들이 사는 법 (EBS) - 아인슈타인
- 유령성의 오싹오싹 이야기 (EBS) - 힐리

### 극장용 애니메이션
- 겨울왕국 - 겔다
- 공주와 개구리 - 레이의 할머니
- 라따뚜이
- 월-E
- 업 - 여경관
- 릴로 & 스티치 - 컴퓨터 음성 / 동물가게 주인
- 마녀 배달부 키키 - 키키할머니
- 미키의 크리스마스 선물 - 루이
- 공룡시대(SBS) - 세라
- 주먹왕 랄프 - 칼훈 병장
  - 주먹왕 랄프 2: 인터넷 속으로 - 칼훈 병장
- 몬스터 대학교 - 하드스크래블
- 루팡 3세 - 칼리오스트로의 성 (VIDEO) - 후지코
- 타잔 - 암컷 고릴라
- 시간을 달리는 소녀 - 아줌마
- 너의 이름은. - 미야미즈 히토하
- 브라더 베어 - 암컷 곰
- 아이스 에이지 - 암컷 나무늘보
- 호튼 - 네드의 비서
- 토이 스토리 2 - 포테이토 헤드 부인
- 토이 스토리 3 - 포테이토 헤드 부인,돌리
- 토이 스토리 4 - 포테이토 헤드 부인,돌리,비티 화이트
- 소울 - 도르테아

### 외화
- 찰리 제이드 (KBS) - 스틸만
- 어글리 베티 (KBS) - 힐다 (아나 오티즈)
- 원더폴스 (TBC, TJB) - 샤론 타일러
- 아라비안 나이트 (TBC)
- 프로파일러 (SBS) - 그레이스(로마 마피아)
- 스필버그의 어메이징 스토리 (KBS)
- 에이전시 (CNTV) - 리사 파브리치 (글로리아 루벤)

### 영화
- 에이스 벤츄라 2(SBS)
- 나이아가라 연쇄 살인사건(MBC) - 엘리 (자넷 마골린)
- 가타카(KBS)
- 걸 파이트(KBS)
- 겟 오버 잇(SBS) - 비벌리 랜더스 (스우지 커츠)
- 공포의 맥스(MBC) - 로리
- 공포의 비행(KBS)
- 그루지(SBS) - 엠마 (그레이스 자브리스키)
- 나의 그리스식 웨딩(SBS) - 불라 (안드리아 마틴)
- 나인 야드 2(SBS) - 줄리 / 줄스 피글스 (타샤 스미스)
- 남과 여 : 20년 후(SBS) - 룰루
- 너티 프로페서(KBS)
- 뉴 이어스 데이(SBS) - 베노니카(마리애나 장바티스트)
- 도브(SBS) - 밀리 (앨리슨 엘리엇)
- 동경공략(KBS)
- 동방불패(96년 더빙판/MBC) - 악영산 (이가흔)
- 데드라인(KBS)
- 데스페라도(SBS) - 카롤리나 (살마 아예크)
- 드리븐(SBS) - 룩 (스테이시 에드워즈)
- 디디에(SBS) - 마리아 (이사벨르 젤리나스)
- 라디오 살인사건(KBS)
- 라이언하트(KBS) - 신시아 (데보라 레나드)
- 런어웨이 브라이드(KBS)
- 레인저 스카우트(KBS)
- 리틀 니키(SBS) - 여천사 (리즈 위더스푼)
- 마녀의 산(KBS)
- 마스크(SBS) - 고객(조엘리 피셔)
- 마이티 조 영(KBS) - 엄마(린다 펄)
- 마이클 잭슨의 문워커(KBS)
- 마틴 기어의 귀향(SBS) - 베르트랑드의 어머니(로즈 티에리)
- 매그놀리아(SBS) - 클로디아 (멜로라 월터스)
- 매치스틱 맨(SBS) - 베티 (베스 그랜트) / 로이의 아내(멜로라 월터스)
- 머더 바이 넘버(SBS) - 리처드의 엄마(낸시 헤이튼)
- 모험왕(MBC) - 신신 (양채니)
- 무기여 잘 있거라(KBS) - 퍼거슨(메리 필립스)
- 미스테리 데이트(SBS) - 수제트(샤런 마틴)
- 바그다드 카페(KBS) - 데비(크리스틴 카우프먼)
- 바람과 함께 사라지다(SBS)
- 바이센테니얼 맨(SBS) - 엄마 / 마암 마틴 (웬디 크로슨)
- 바텔(SBS)
- 발렌타인 데이(SBS)
- 배트맨 2(SBS) - 샐리나 엄마 / 제니
- 배트맨과 로빈(SBS) - 해븐(비비카 A. 폭스) / 노라(벤델라 커시봄) / 기자(엘리자베스 샌더스)
- 뱀파이어와의 인터뷰(KBS) - 마들린(도미지아나 지오다노) / 뉴올리언스 창녀(안드라 오브)
- 베른의 기적(SBS) - 어머니 / 크리스타 (요한나 가스도프)
- 베토벤2(KBS) - 레지나
- 벽혈남천(SBS) - 보안국장의 비서
- 변신전사 트랜스 토디
- 부메랑(KBS)
- 분노의 목격자(SBS) - 루시 (버지니아 매드슨)
- 블러드 워크(SBS) - 그라시엘라 리버스 (완다 드 지저스)
- 블랙 독(SBS)
- 사랑과 영혼(SBS)
- 사랑의 굴레(영어판)(SBS)
- 사막의 뱀파이어(SBS)
- 사막의 보석(KBS) - 엄마 / 여자
- 사운드 오브 뮤직(SBS) - 브리기타 (안젤라 카트라이트) / 마거릿 수녀(애너 리)
- 상하이 나이츠(KBS) - 빅토리아 여왕 (젬마 존스)
- 소리없는 승리 (KBS)
- 소비버 탈출(SBS)
- 슈퍼맨 3(SBS) - 로렐라이 (파멜라 스테펜슨)
- 스미스씨 워싱턴에 가다(KBS) - 맥켄의 아들(빌리 윌슨)
- 스타쉽 트루퍼스(KBS) - 델라디어 함장(브렌다 스트롱) / 자니의 엄마(르노어 캐스도프) / 학교 선생(루 매클래너핸)
- 스파이 키드 3D: 게임 오버(SBS) - 할머니(홀랜드 테일러) / 드미트라(코트니 자인스)
- 스페이스 카우보이(SBS) - 새라 홀랜드 (마샤 가이 하든)
- 스핏파이어 그릴(KBS) - 에피 캣쇼 (루이즈 드 코르미에)
- 신비한 동물사전 - 메리(서맨사 모턴)
- 아름다운 세상을 위하여(SBS)
- 아멜리에(KBS) - 담배가게 조제뜨 (도미니크 삐농)
- 아문센(KBS) - 여비서
- 아웃브레이크(KBS)
- 아직은 사랑을 몰라요(SBS)
- 알래스카의 빛(SBS) - 샐리
- 애나 앤드 킹(SBS)
- 에어포트(KBS) - 번 부인 (바바라 헤일)
- 열혈남아(KBS) - 와세의 장모(허분) / 우잉의 엄마(진혜현) / 아화의 숙모
- 원스 어폰 어 타임 인 멕시코(SBS) - 카트리나 (살마 아예크)
- 유니버설 솔저(KBS) - 루크의 어머니(릴리안 쇼빈)
- 인어의 노래(KBS) - 캐시(앤드리아 킹)
- 일 포스티노(SBS)
- 일요일의 아이들(KBS)
- 자이언트(KBS)
- 자칼(KBS) - 발렌티나 (다이앤 베노라)
- 장미의 이름(SBS)
- 천룡팔부 (SBS) - 아자(장민)
- 제5원소(KBS) - 디바(마이웬) / 택시 목소리 / 스튜디어스
- 지옥의 묵시록(90년 더빙판/KBS)
- 책상 서랍 속의 동화(KBS) - 방송국 출입허가 직원(풍옥영)
- 챔프(KBS)
- 청춘은 아름다워(SBS) - 리춘
- 칼리의 열 번째 여름(KBS) - 폴리
- 캘리포니아 여자(KBS) - 라이잔
- 캣츠 앤 독스(SBS) - 아이비(수전 서랜던)
- 컷 런스 딥(KBS) - 마마상
- 코리나 코리나(SBS) - 퍼시
- 콘택트(SBS) - 레이첼 콘스탄틴 (안젤라 바셋)
- 쿵후 선생(KBS)
- 탈주자(SBS) - 무키 (키에런 컬린)
- 텀블위즈(KBS)
- 투명인간(KBS) - 게인즈
- 팜므 파탈(SBS) - 릴리의 엄마(에바 달랑)
- 펄프 픽션(KBS) - 허니 버니(아만다 플러머) / 조디(로잔나 아퀘트)
- 프레데터 2(KBS) - 레오나(마리아 콘치타 알론소) / 루스 (실비 코더스)
- 피스메이커(SBS) - 주디(타마라 투니) / 유엔 대리인(알마 쿠에보)
- 필라델피아 익스페리먼트 2(SBS) - 제시 (마리엔 홀든)
- 하이렌더 4(SBS)
- 형사 가제트(KBS)
- 홀랜드 오퍼스(KBS) - 사라(알렉산드라 보이드)
- 화성침공(SBS)
- 휴먼 스테인(SBS) - 어네스틴(리잔 미첼) / 델핀(미미 쿠직)
- 007 썬더볼 작전(KBS) - 폴라(마틴 베스윅)

### 내레이션
- TV남도문화(KBC)
- 금요기획(KBS)
- 대단한 가족(KBS)
- 내 친구들의 세상(MBC)

### 방송
- 희망릴레이 우리는 한가족(KBS)

### 게임
- 여걸이 되자 - 강지수